# サン・マルコ・アルジェンターノ
サン・マルコ・アルジェンターノ（イタリア語: San Marco Argentano）は、イタリア共和国カラブリア州コゼンツァ県にある、人口約7,400人の基礎自治体（コムーネ）。

## 地理

### 位置・広がり

#### 隣接コムーネ
隣接するコムーネは以下の通り。
- ビジニャーノ
- チェルヴィカーティ
- ファニャーノ・カステッロ
- モングラッサーノ
- ロッジャーノ・グラヴィーナ
- サンタ・カテリーナ・アルバネーゼ
- タルシア